# Cratere Zagut
Zagut è un cratere lunare intitolato all'astronomo, matematico e storico ispano-ebreo Abraham Zacuto. Si trova nel settore sudorientale della Luna, un settore ricco di crateri. È praticamente circondato da altri crateri: il cratere Wilkins a nordovest, il cratere Lindenau  a est, il cratere Rabbi Levi a sud-est, ed il cratere Celsius a sud-ovest.
Il bordo di Zagut è rovinato ed irregolare, in particolare nella parte settentrionale e orientale. Il bordo orientale è sormontato da Zagut E, un cratere con un fondo irregolare e pianeggiante. Anche il fondo di Zagut è relativamente pianeggiante, ed il centro è occupato dal cratere Zagut A invece che da un rilievo.

## Crateri correlati
Alcuni crateri minori situati in prossimità di Zagut sono convenzionalmente identificati, sulle mappe lunari, attraverso una lettera associata al nome.
| Zagut | Latitudine | Longitudine | Diametro |
| ----- | ---------- | ----------- | -------- |
| A     | 32,0° S    | 21,6° E     | 11 km    |
| B     | 32,1° S    | 18,7° E     | 32 km    |
| C     | 30,8° S    | 18,5° E     | 24 km    |
| D     | 31,4° S    | 19,3° E     | 16 km    |
| E     | 31,7° S    | 23,1° E     | 35 km    |
| F     | 30,2° S    | 17,5° E     | 8 km     |
| H     | 29,9° S    | 20,7° E     | 8 km     |
| K     | 31,7° S    | 22,2° E     | 7 km     |
| L     | 30,3° S    | 22,1° E     | 12 km    |
| M     | 30,8° S    | 22,9° E     | 6 km     |
| N     | 31,2° S    | 23,5° E     | 9 km     |
| O     | 33,0° S    | 16,7° E     | 11 km    |
| P     | 32,4° S    | 17,4° E     | 14 km    |
| R     | 30,8° S    | 20,7° E     | 4 km     |
| S     | 33,3° S    | 22,6° E     | 7 km     |